# NTTデータ三鷹ビル
NTTデータ三鷹ビル（エヌティティデータみたかビル）は、東京都三鷹市下連雀にあるNTTデータのデータセンターおよびオフィスビルである。既存のビルと、増設された「NTT DATA三鷹ビルEAST」で構成される。

## 概要
1983年に竣工した既存棟と、2018年から2023年にかけて竣工したEAST棟からなる。特にEAST棟は、AIやIoTなどの需要に対応した最新鋭のデータセンターとして建設された。
立地する三鷹市は、東京都心から約17kmの距離にありながら、地震、水害、火災などの災害リスクが極めて低い地域とされている。 建物は免震構造を採用しているほか、無給油で72時間連続運転可能な非常用発電機や、災害に強い通信回線専用の地下トンネル（とう道）を備えるなど、高い事業継続計画（BCP）性能を持つ。

## 既存棟
1983年3月に竣工した建物で、地上4階、地下1階建て。延床面積は51,496.8平方メートルである。内部には社会保険業務センター三鷹庁舎（記録管理部）が入居し、日本の年金データを集約・管理する拠点としての役割も担っている。

## NTT DATA三鷹ビルEAST
データ需要の拡大に対応するため、既存棟の隣地に建設されたデータセンター専用棟である。2018年3月に1期、2023年5月に2期工事が完成した。設計はNTTファシリティーズとARUP、施工は竹中工務店が手掛けた。
建物は地上4階建てで、延床面積は合計37,048.14平方メートル。サーバーラックを最大5,600ラック収容可能で、NTTデータのデータセンターとしては国内最大級の規模を誇る。
最大の特徴は、AI活用やIoTの普及による高負荷・高集積のニーズに対応できる設計にある。サーバールームと冷却室を2層構造にするなど冷却効率を高め、1ラックあたり最大20kVAの高密度搭載を可能にしている。また、自然エネルギーを利用した外気冷却方式をNTTデータとして初めて採用し、エネルギー効率の向上を図っている。建物構造には、免震装置に加えて制振ダンパーを組み合わせることで、大きな横揺れだけでなく上下の揺れにも備えている。